# Jan Maget
Jan Maget (* 3. ledna 1943, Vyhne, Slovensko) je v Česku působící slovenský malíř, ilustrátor a grafik.

## Život
Jan Maget vystudoval na Pedagogické fakultě Univerzity v Hradci Králové obor výtvarná výchova-vychovatelství. Zpočátku se podílel na realizaci výstav a na vytváření divadelních kostýmů a plakátů, později se věnoval především ilustrování knih krásné literatury i literatury faktu a také učebnic. Spolupracuje s nakladatelstvím Československý spisovatel, Mladá fronta, Odeon, Svoboda, Albatros a s dalšími. Ve své volné tvorbě se soustřeďuje na vytváření skulptur a na známkovou tvorbu.
V roce 1980 obdržel čestné uznání za Přírodopis pro 5. ročník základní školy, roku 1987 čestné uznání za Kapesní atlas semen, plodů a klíčních rostlin, v roce 1989 čestné uznání za ilustrace k slovenskému titulu Príroda okolo nás. Roku 2003 byla publikace Atlas biologie člověka oceněna titulem Nejkrásnější česká kniha roku v kategorii učebnic.

## Z knižních ilustrací

### Učebnice a literatura faktu
- Atlas biologie člověka (2002).
- František Čapka:Vlastivěda. Obrazy z novějších českých dějin. (1996), učebnice pro základní školy.
- Bohumír Janský: Bajkal – perla Sibiře (1989)
- Marie Lhotská: Kapesní atlas semen, plodů a klíčních rostlin (1985).
- Bohumil Losos: Ekologie živočichů (1985).
- Jitka Lněničková: České země v době baroka (1994).
- Jitka Lněničková: České země v době osvícenství (1995).
- Jitka Lněničková: Svět dětí (2005).
- Zdeněk Mahler: Člověk a kůň (1995).
- Jarmila Mladá: Rostliny v přírodovědě a prvouce (1996), pomocná kniha pro učitele a žáky.
- Milada Motlová: Praha známá i neznámá (2004).
- Příroda okolo nás (2001).
- Přírodopis pro 5. ročník základní školy (1980).
- Přírodopis pro 7. ročník základní školy (1983).
- Přírodopis pro 8. ročník základní školy (1983).
- Emilie Urbanová: Španělské tance, (1982), učebnice pro taneční oddělení konzervatoří.
- Zdeněk Veselovský: Tygr (1997).
- Václav Větvička: Evropské stromy (2003).
- Václav Větvička: Stromy (1999).

### Krásná literatura
- Anna Bauerová: Smrt a sedm němých svědků (1984).
- Čtení o antice 1980–1981 (1982).
- Carlo Collodi: Pinocchio (1996).
- Emily Dickinsonová: Led a oheň (1987).
- Ota Dub: Profesoři (1983).
- Gerald Durrell: Opilý prales (1982).
- Trygve Gulbranssen: Věčně zpívají lesy; Vane vítr z hor; Není jiné cesty (1991).
- Jarmila Loukotková: Není římského lidu (1985).
- Marcus Valerius Martialis: Posměšky a jízlivosti (1983).
- Wilson Rawls: Léto s opicemi (2003).
- Ellery Queen: Ďábelské ragú (1984).
- Barbara Veitová: Velký oheň (2001).
- Jan Eskymo Welzl: Třicet let na zlatém severu (1989).